# Найкращі бомбардири чемпіонату Аргентини з футболу
Ця стаття — статистичний огляд досягнень найкращих бомбардирів чемпіонату Аргентини з моменту виникнення професійної ліги (1931 рік).

## Рекорди

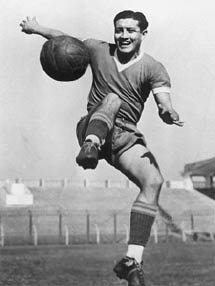
Арсеніо Еріко

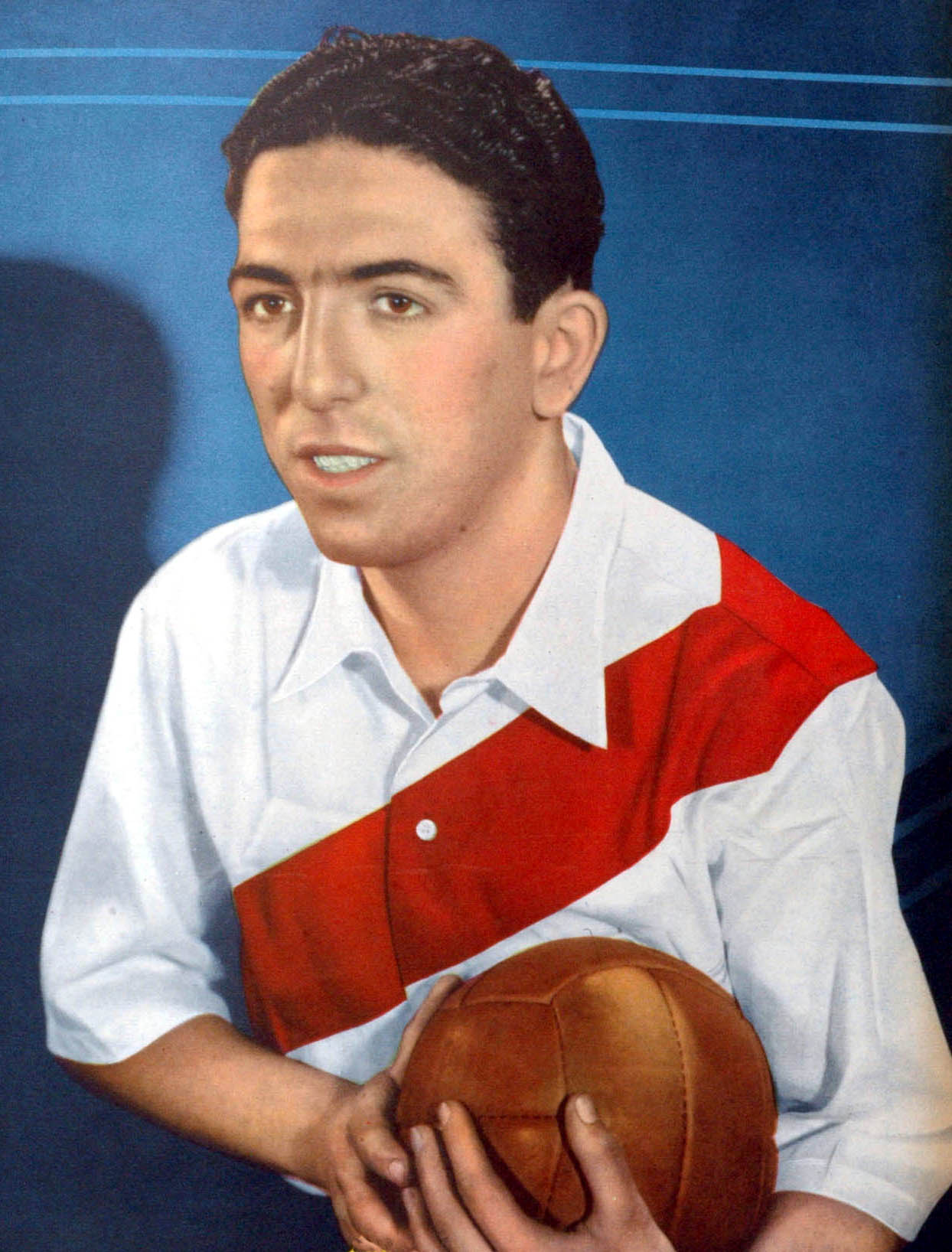
Анхель Лабруна

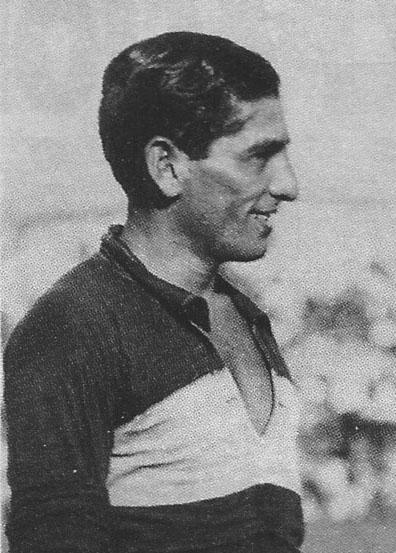
Дельфін Бенітес Касерес (1933)

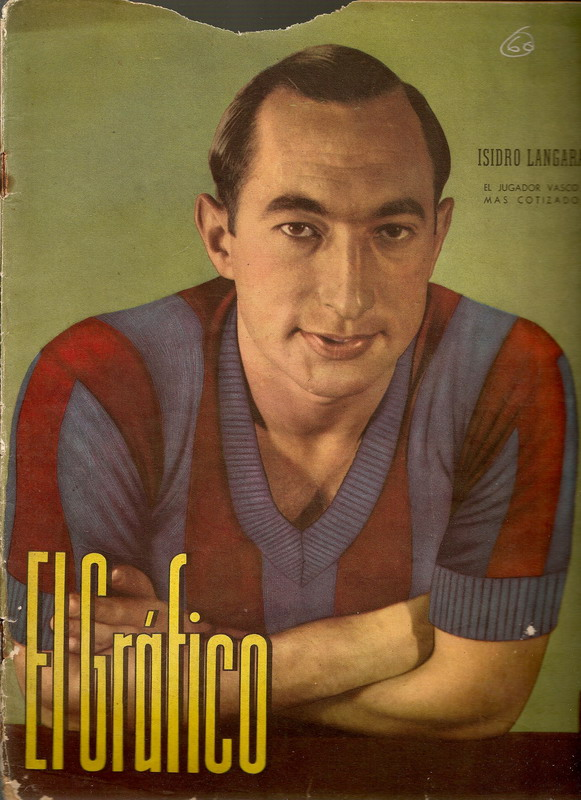
Ісідро Лангара

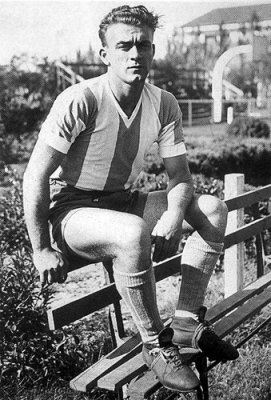
Альфредо Ді Стефано

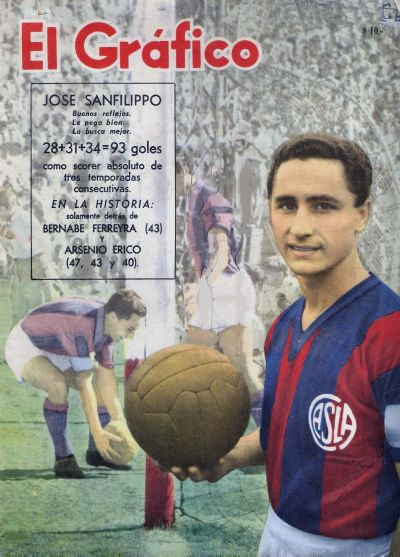
Хосе Санфілиппо

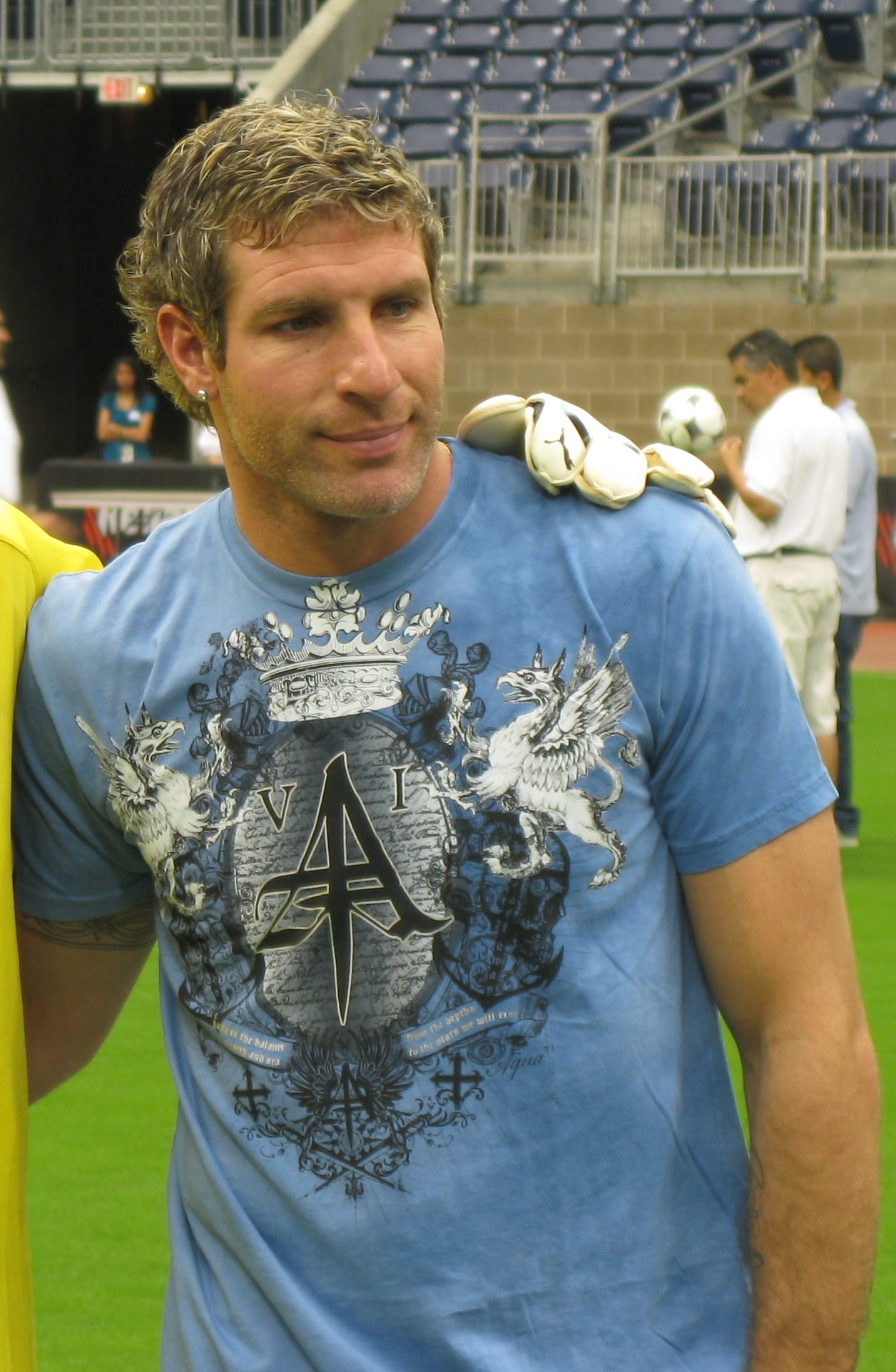
Мартін Палермо

- Арсеніо Еріко забив найбільше голів у чемпіонаті (293).
- Арсеніо Еріко у чемпіонаті 1937 забив найбільше голів за турнір (47).
- Ектор Скотта в сезоні 1975 року забив 60 голів (28 — у чемпіонаті метрополії і 32 — національному чемпіонаті).
- Дієго Марадона п'ять разів здобував титул накращого бомбардира чемпіонату.
- Хосе Санфіліппо чотири роки поспіль здобував титул накращого бомбардира чемпіонату (1958—1961).
- Карлос Б'янкі у чемпіонаті метрополії (1967—1984) забив найбільше м'ячів за турнір — 36 голів (1971).
- Ектор Скотта у національному чемпіонаті (1967—1985) забив найбільше м'ячів за турнір — 32 голів (1975).

## Сумарні показники
Найбільше голів у чемпіонаті Аргентини забив парагвайський форвард «Індепендьєнте» Арсеніо Еріко. Найкращий аргентинський бомбардир — Анхель Лабруна з «Рівер Плейта» забив на один гол менше.
- Станом на 14 квітня 2020 року.

| №  | Футболіст          | Роки виступу | Голи | Матчі | Клуби |
| -- | ------------------ | ------------ | ---- | ----- | --- |
| 1  | Арсеніо Еріко      | 1934-1947    | 293  | 332   | «Індепендьєнте» (293)                                                                                      |
| 2  | Анхель Лабруна     | 1939-1959    | 292  | 515   | «Рівер Плейт» (292)                                                                                        |
| 3  | Ермініо Масантоніо | 1931-1945    | 256  | 358   | «Уракан» (254), «Банфілд» (2)                                                                              |
| 4  | Мануель Пелегріна  | 1938-1956    | 231  | 490   | «Естудіантес» (221), «Уракан» (10)                                                                         |
| 5  | Мартін Палермо     | 1992-2011    | 227  | 410   | «Бока Хуніорс» (192), «Естудіантес» (34)                                                                   |
| 6  | Хосе Санфіліппо    | 1953-1972    | 226  | 330   | «Сан-Лоренсо» (200), «Банфілд» (19), «Бока Хуніорс» (7)                                                    |
| 7  | Рікардо Інфанте    | 1942-1961    | 217  | 439   | «Естудіантес» (180), «Уракан» (31), «Хімнасія і Есгріма» (6)                                               |
| 8  | Оскар Мас          | 1964-1985    | 215  | 429   | «Рівер Плейт» (198), «Маріано Морено» (7), «Сарм'єнто» (6), «Кільмес» (3), «Уракан Мендоса» (1)            |
| 9  | Бернабе Феррейра   | 1931-1939    | 206  | 311   | «Рівер Плейт» (187), «Тигре» (19)                                                                          |
| 10 | Карлос Б'янкі      | 1967-1984    | 206  | 324   | «Велес Сарсфілд» (206)                                                                                     |
| 11 | Мігель Бриндізі    | 1967-1983    | 194  | 441   | «Уракан» (165), «Бока Хуніорс» (27), «Уніон» (2)                                                           |
| 12 | Бенітес Касерес    | 1932-1944    | 193  | 269   | «Бока Хуніорс» (108), «Расинг» (65), «Феррокаріл» (20)                                                     |
| 13 | Хосе Морено        | 1935-1953    | 187  | 359   | «Рівер Плейт» (179), «Бока Хуніорс» (7), «Феррокаріл» (1)                                                  |
| 14 | Уго Готтарді       | 1973-1988    | 186  | 450   | «Естудіантес» (125), «Расинг» (54), «Тальєрес» (7)                                                         |
| 15 | Роке Аваляй        | 1965-1980    | 184  | 522   | «Уракан» (70), «Ньюеллс Олд Бойз» (51), «Расинг» (30), «Чакаріта» (22), «Атланта» (6), «Індепендьєнте» (5) |
| 16 | Хуан Хосе Піццуті  | 1947-1962    | 182  | 349   | «Расинг» (118), «Банфілд» (47), «Бока Хуніорс» (10), «Рівер Плейт» (7)                                     |
| 17 | Франсіско Варальо  | 1931-1939    | 181  | 210   | «Бока Хуніорс» (181)                                                                                       |
| 18 | Хайме Сарланга     | 1935-1950    | 171  | 302   | «Бока Хуніорс» (115), «Феррокаріл» (47), «Хімнасія і Есгріма» (6), «Тигре» (3)                             |
| 19 | Луїс Артіме        | 1959-1968    | 165  | 219   | «Рівер Плейт» (70), «Атланта» (50), «Індепендьєнте» (45)                                                   |
| 20 | Естебан Фуертес    | 1991-2012    | 165  | 381   | «Колон» (136), «Рівер Плейт» (12), «Платенсе» (9), «Расінг» (8)                                            |
| 21 | Норберто Алонсо    | 1971-1987    | 164  | 447   | «Рівер Плейт» (148), «Велес Сарсфілд» (16)                                                                 |
| 22 | Еміліо Балдонеро   | 1935-1945    | 163  | 262   | «Уракан» (163)                                                                                             |
| 23 | Карлос Морете      | 1970-1986    | 160  | 319   | «Рівер Плейт» (103), «Індепендьєнте» (29), «Тальєрес» (20), «Аргентинос Хуніорс» (5), «Бока Хуніорс» (3)   |
| 24 | Льяміль Сімес      | 1943-1956    | 155  | 292   | «Расінг» (107), «Уракан» (40), «Тігре» (8)                                                                 |
| 25 | Вісенте Де Ла Мата | 1937-1952    | 153  | 385   | «Індепендьєнте» (152), «Ньюеллс Олд Бойз» (1)                                                              |
| 26 | Ектор Скотта       | 1970-1982    | 152  | 271   | «Сан-Лоренсо» (140), «Уніон» (9), «Бока Хуніорс» (2), «Феррокаріл» (1)                                     |
| 27 | Маріо Бойє         | 1941-1955    | 152  | 312   | «Бока Хуніорс» (112), «Расинг» (33), «Уракан» (7)                                                          |
| 28 | Дієго Марадона     | 1976-1997    | 151  | 241   | «Аргентинос Хуніорс» (116), «Бока Хуніорс» (35)                                                            |

## За кількістю титулів
| №   | Футболіст        | Кіл. | Сезони                            |
| --- | ---------------- | ---- | --------------------------------- |
| 1   | Дієго Марадона   | 5    | 1978М, 1979М, 1979Н, 1980М, 1980Н |
| 2-3 | Хосе Санфіліппо  | 4    | 1958, 1959, 1960, 1961            |
| 2-3 | Луїс Артіме      | 4    | 1962, 1963, 1966, 1967Н           |
| 4-7 | Арсеніо Еріко    | 3    | 1937, 1938, 1939                  |
| 4-7 | Карлос Б'янкі    | 3    | 1970Н, 1971М, 1981Н               |
| 4-7 | Карлос Морете    | 3    | 1972Н, 1974М, 1982М               |
| 4-7 | Енцо Франческолі | 3    | 1984М, 1986, 1994А                |

## По сезонам

### 1931—1966
| Сезон | Футболіст           | Голи | Клуб               | Сезон | Футболіст          | Голи | Клуб               |
| ----- | ------------------- | ---- | ------------------ | ----- | ------------------ | ---- | ------------------ |
| 1931  | Альберто Сосойя     | 33   | «Естудіантес»      | 1949  | Хуан Хосе Піццуті  | 26   | «Банфілд»          |
| 1932  | Бернабе Феррейра    | 43   | «Рівер Плейт»      | 1950  | Маріо Папа         | 24   | «Сан-Лоренсо»      |
| 1933  | Франсіско Варальо   | 34   | «Бока Хуніорс»     | 1951  | Сантьяго Вернацца  | 22   | «Рівер Плейт»      |
| 1934  | Еварісто Баррера    | 34   | «Расинг»           | 1952  | Едуардо Риканьї    | 28   | «Уракан»           |
| 1935  | Агустін Коссо       | 33   | «Велес Сарсфілд»   | 1953  | Хуан Хосе Піццуті  | 22   | «Расинг»           |
| 1936  | Еварісто Баррера    | 32   | «Расинг»           | 1953  | Хуан Бенавідес     | 22   | «Сан-Лоренсо»      |
| 1937  | Арсеніо Еріко       | 47   | «Індепендьєнте»    | 1954  | Анхель Берні       | 19   | «Сан-Лоренсо»      |
| 1938  | Арсеніо Еріко       | 43   | «Індепендьєнте»    | 1954  | Норберто Конде     | 19   | «Велес Сарсфілд»   |
| 1939  | Арсеніо Еріко       | 40   | «Індепендьєнте»    | 1954  | Хосе Борельо       | 19   | «Бока Хуніорс»     |
| 1940  | Бенітес Касерес     | 33   | «Расинг»           | 1955  | Оскар Массеї       | 21   | «Росаріо Сентраль» |
| 1940  | Ісідро Лангара      | 33   | «Сан-Лоренсо»      | 1956  | Хуан Кастро        | 17   | «Росаріо Сентраль» |
| 1941  | Хосе Кантелі        | 30   | «Ньюеллс Олд Бойз» | 1956  | Ернесто Грильо     | 17   | «Індепендьєнте»    |
| 1942  | Рінальдо Мартіно    | 25   | «Сан-Лоренсо»      | 1957  | Роберто Сарате     | 22   | «Рівер Плейт»      |
| 1943  | Луїс Ар'єта         | 23   | «Ланус»            | 1958  | Хосе Санфіліппо    | 28   | «Сан-Лоренсо»      |
| 1943  | Анхель Лабруна      | 23   | «Рівер Плейт»      | 1959  | Хосе Санфіліппо    | 31   | «Сан-Лоренсо»      |
| 1943  | Рауль Фрутос        | 23   | «Платенсе»         | 1960  | Хосе Санфіліппо    | 34   | «Сан-Лоренсо»      |
| 1944  | Атіліо Мельоне      | 26   | «Уракан»           | 1961  | Хосе Санфіліппо    | 26   | «Сан-Лоренсо»      |
| 1945  | Анхель Лабруна      | 25   | «Рівер Плейт»      | 1962  | Луїс Артіме        | 28   | «Рівер Плейт»      |
| 1946  | Маріо Бойє          | 24   | «Бока Хуніорс»     | 1963  | Луїс Артіме        | 26   | «Рівер Плейт»      |
| 1947  | Альфредо Ді Стефано | 27   | «Рівер Плейт»      | 1964  | Ектор Вейра        | 17   | «Сан-Лоренсо»      |
| 1948  | Бенжамін Сантос     | 21   | «Росаріо Сентраль» | 1965  | Хуан Карлос Кароне | 19   | «Велес Сарсфілд»   |
| 1949  | Ламіл Сімес         | 26   | «Расинг»           | 1966  | Луїс Артіме        | 23   | «Індепендьєнте»    |

### 1967—1985
| Чемпіонат метрополії | Чемпіонат метрополії | Чемпіонат метрополії | Чемпіонат метрополії | Національний чемпіонат | Національний чемпіонат | Національний чемпіонат | Національний чемпіонат |
| Сезон                | Футболіст            | Голи                 | Клуб                 | Сезон                  | Футболіст              | Голи                   | Клуб                   |
| -------------------- | -------------------- | -------------------- | -------------------- | ---------------------- | ---------------------- | ---------------------- | ---------------------- |
| 1967                 | Бернардо Акоста      | 18                   | «Ланус»              | 1967                   | Луїс Артіме            | 11                     | «Індепендьєнте»        |
| 1968                 | Альфредо Оберті      | 13                   | «Лос-Андес»          | 1968                   | Омар Вебе              | 13                     | «Велес Сарсфілд»       |
| 1969                 | Вальтер Мачадо       | 14                   | «Расинг»             | 1969                   | Родольфо Фішер         | 14                     | «Сан-Лоренсо»          |
| 1969                 | Вальтер Мачадо       | 14                   | «Расинг»             | 1969                   | Карлос Булья           | 14                     | «Платенсе»             |
| 1970                 | Оскар Мас            | 16                   | «Рівер Плейт»        | 1970                   | Карлос Б'янкі          | 18                     | «Велес Сарсфілд»       |
| 1971                 | Карлос Б'янкі        | 36                   | «Велес Сарсфілд»     | 1971                   | Альфредо Оберті        | 10                     | «Ньюеллс Олд Бойз»     |
| 1971                 | Карлос Б'янкі        | 36                   | «Велес Сарсфілд»     | 1971                   | Хосе Луньїс            | 10                     | «Хувентуд Антоніана»   |
| 1972                 | Мігель Бриндізі      | 21                   | «Уракан»             | 1972                   | Карлос Морете          | 14                     | «Рівер Плейт»          |
| 1973                 | Оскар Мас            | 17                   | «Рівер Плейт»        | 1973                   | Хуан Вольїно           | 18                     | «Атланта»              |
| 1973                 | Уго Куріоні          | 17                   | «Бока Хуніорс»       | 1973                   | Хуан Вольїно           | 18                     | «Атланта»              |
| 1973                 | Ігнасіо Пенья        | 17                   | «Естудіантес»        | 1973                   | Хуан Вольїно           | 18                     | «Атланта»              |
| 1974                 | Карлос Морете        | 18                   | «Рівер Плейт»        | 1974                   | Маріо Кемпес           | 25                     | «Росаріо Сентраль»     |
| 1975                 | Ектор Скотта         | 28                   | «Сан-Лоренсо»        | 1975                   | Ектор Скотта           | 32                     | «Сан-Лоренсо»          |
| 1976                 | Маріо Кемпес         | 21                   | «Росаріо Сентраль»   | 1976                   | Норберто Ересумо       | 12                     | «Сан-Лоренсо» (МП)     |
| 1976                 | Маріо Кемпес         | 21                   | «Росаріо Сентраль»   | 1976                   | Луїс Лудуена           | 12                     | «Тальєрес» (Кордова)   |
| 1976                 | Маріо Кемпес         | 21                   | «Росаріо Сентраль»   | 1976                   | Віктор Марчетті        | 12                     | «Уніон» (Санта-Фе)     |
| 1977                 | Карлос Альварес      | 27                   | «Аргентинос Хуніорс» | 1977                   | Альфредо Летану        | 13                     | «Естудіантес»          |
| 1978                 | Дієго Марадона       | 22                   | «Аргентинос Хуніорс» | 1978                   | Хосе Рейнальді         | 18                     | «Тальєрес» (Кордова)   |
| 1978                 | Луїс Андреучі        | 22                   | «Кільмес»            | 1978                   | Хосе Рейнальді         | 18                     | «Тальєрес» (Кордова)   |
| 1979                 | Дієго Марадона       | 14                   | «Аргентинос Хуніорс» | 1979                   | Дієго Марадона         | 12                     | «Аргентинос Хуніорс»   |
| 1979                 | Серхіо Фортунато     | 14                   | «Естудіантес»        | 1979                   | Дієго Марадона         | 12                     | «Аргентинос Хуніорс»   |
| 1980                 | Дієго Марадона       | 25                   | «Аргентинос Хуніорс» | 1980                   | Дієго Марадона         | 17                     | «Аргентинос Хуніорс»   |
| 1981                 | Рауль Чапарро        | 20                   | «Інституто»          | 1981                   | Карлос Б'янкі          | 15                     | «Велес Сарсфілд»       |
| 1982                 | Карлос Морете        | 20                   | «Індепендьєнте»      | 1982                   | Мігель Хуарес          | 22                     | «Феррокаріл Оесте»     |
| 1983                 | Віктор Рамос         | 30                   | «Ньюеллс Олд Бойз»   | 1983                   | Армандо Хусильос       | 11                     | «Лома Негра»           |
| 1984                 | Енцо Франческолі     | 24                   | «Рівер Плейт»        | 1984                   | Педро Паскуллі         | 9                      | «Аргентинос Хуніорс»   |
| 1985                 | Не проводився        | Не проводився        | Не проводився        | 1985                   | Хорхе Комас            | 12                     | «Велес Сарсфілд»       |

### 1986—1991
| Сезон   | Футболіст          | Голи | Клуб                  |
| ------- | ------------------ | ---- | --------------------- |
| 1985/86 | Енцо Франческолі   | 25   | «Рівер Плейт»         |
| 1986/87 | Омар Пальма        | 20   | «Росаріо Сентраль»    |
| 1987/88 | Хосе Луїс Родрігес | 18   | «Депортіво Еспаньйол» |
| 1988/89 | Оскар Дертисія     | 20   | «Аргентинос Хуніорс»  |
| 1988/89 | Нестор Горосіто    | 20   | «Сан-Лоренсо»         |
| 1989/90 | Аріель Коццоні     | 23   | «Ньюеллс Олд Бойз»    |
| 1990/91 | Естебан Гонсалес   | 18   | «Велес Сарсфілд»      |

### З 1991 року
| Апертура | Апертура            | Апертура | Апертура           | Клаусура | Клаусура          | Клаусура | Клаусура             |
| Сезон    | Футболіст           | Голи     | Клуб               | Сезон    | Футболіст         | Голи     | Клуб                 |
| -------- | ------------------- | -------- | ------------------ | -------- | ----------------- | -------- | -------------------- |
| 1991     | Рамон Діас          | 14       | «Рівер Плейт»      | 1992     | Даріо Скотто      | 9        | «Платенсе»           |
| 1991     | Рамон Діас          | 14       | «Рівер Плейт»      | 1992     | Діего Латорре     | 9        | «Бока Хуніорс»       |
| 1992     | Альберто Акоста     | 12       | «Сан-Лоренсо»      | 1993     | Рубен Да Сільва   | 13       | «Рівер Плейт»        |
| 1993     | Серхіо Мартінес     | 12       | «Бока Хуніорс»     | 1994     | Марсело Еспіна    | 11       | «Платенсе»           |
| 1993     | Серхіо Мартінес     | 12       | «Бока Хуніорс»     | 1994     | Ернан Креспо      | 11       | «Рівер Плейт»        |
| 1994     | Енцо Франческолі    | 12       | «Рівер Плейт»      | 1995     | Хосе Оскар Флорес | 14       | «Велес Сарсфілд»     |
| 1995     | Хосе Кальдерон      | 13       | «Естудіантес»      | 1996     | Аріель Лопес      | 13       | «Ланус»              |
| 1996     | Густаво Реджі       | 11       | «Феррокаріл Оесте» | 1997     | Серхіо Мартінес   | 15       | «Бока Хуніорс»       |
| 1997     | Рубен Да Сільва     | 15       | «Росаріо Сентраль» | 1998     | Роберто Соса      | 16       | «Хімнасія і Есгріма» |
| 1998     | Мартін Палермо      | 20       | «Бока Хуніорс»     | 1999     | Хосе Кальдерон    | 17       | «Індепендьєнте»      |
| 1999     | Хав'єр Савіола      | 15       | «Рівер Плейт»      | 2000     | Естебан Фуертес   | 17       | «Колон»              |
| 2000     | Хуан Пабло Анхель   | 13       | «Рівер Плейт»      | 2001     | Бернардо Ромео    | 15       | «Сан-Лоренсо»        |
| 2001     | Мартін Кардетті     | 17       | «Рівер Плейт»      | 2002     | Фернандо Кавенагі | 15       | «Рівер Плейт»        |
| 2002     | Нестор Сільвера     | 16       | «Індепендьєнте»    | 2003     | Лусіано Фігероа   | 17       | «Росаріо Сентраль»   |
| 2003     | Ернесто Фаріас      | 12       | «Естудіантес»      | 2004     | Роландо Сарате    | 13       | «Велес Сарсфілд»     |
| 2004     | Лісандро Лопес      | 12       | «Расинг»           | 2005     | Маріано Павоне    | 16       | «Естудіантес»        |
| 2005     | Хав'єр Кампора      | 13       | «Тіро Фідерал»     | 2006     | Гонсалво Варгас   | 12       | «Хімнасія і Есгріма» |
| 2006     | Мауро Сарате        | 12       | «Велес Сарсфілд»   | 2007     | Мартін Палермо    | 11       | «Бока Хуніорс»       |
| 2006     | Родріго Паласіо     | 12       | «Бока Хуніорс»     | 2007     | Мартін Палермо    | 11       | «Бока Хуніорс»       |
| 2007     | Херман Денис        | 18       | «Індепендьєнте»    | 2008     | Даріо Цвітанич    | 13       | «Банфілд»            |
| 2008     | Хосе Санд           | 15       | «Ланус»            | 2009     | Хосе Санд         | 13       | «Ланус»              |
| 2009     | Сантьяго Сільва     | 14       | «Банфілд»          | 2010     | Мауро Боселлі     | 13       | «Естудіантес»        |
| 2010     | Сантьяго Сільва     | 11       | «Велес Сарсфілд»   | 2011     | Хав'єр Кампора    | 11       | «Уракан»             |
| 2010     | Денис Страккуалурсі | 11       | «Тигре»            | 2011     | Теофіло Гут'єррес | 11       | «Расинг»             |
| 2011     | Рубен Рамірес       | 12       | «Годой-Крус»       | 2012     | Карлос Луна       | 12       | «Тигре»              |

## Цікаві факти
- Карлос Б'янкі — найрезультативніший аргентинський футболіст в перших дивізіонах національних чемпіонатів — 385 голів. У Альфредо Ді Стефано — 377 забитих м'ячів, а у Деліо Онніса — 363.[1]